# کاکتوس سوخاری

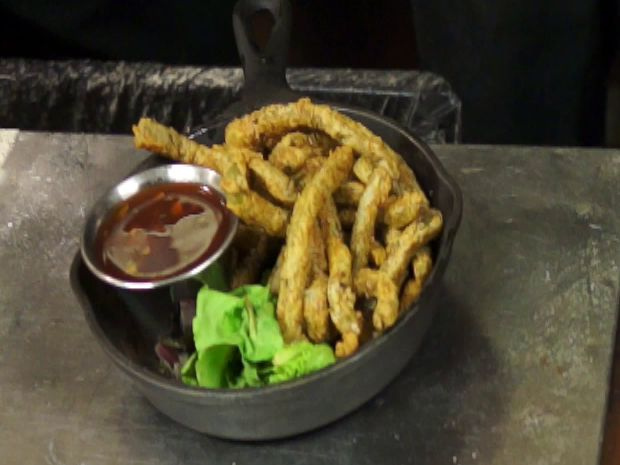
کاکتوس سرخ شده با سس انجیر تیغی

کاکتوس سوخاری (انگلیسی: Cactus fries) غذایی است که منشأ آن در جنوب غربی ایالات متحده است. این غذا معمولاً از بخش‌های کاکتوس انجیر تیغی تهیه می‌شوند که سوزن‌های آن برداشته شده و سپس برش داده می‌شوند، کوبیده می‌شوند و سرخ می‌شوند.

## برای مطالعهٔ بیشتر
- "Cactus Fries". PBS Food. Retrieved 26 January 2014.